# Juan Santos Fernández
Juan Santos Fernández Hernández (Alacranes, 1847-La Habana, 1922) fue un médico oftalmólogo cubano.

## Biografía
Nació el 2 de junio de 1847 en la localidad de Alacranes, perteneciente a la provincia de Matanzas. Empezó su educación en el Colegio de Belén en 1861, pero en 1869 tuvo, como muchos otros cubanos, que marchar a proseguir sus estudios a Madrid. Allá cursó los estudios universitarios hasta 1872, cuando se recibió de licenciado en Medicina. Pasó después a París a estudiar oftalmología. Frecuentó en París las clínicas de mayor renombre, y en particular la del oftalmólogo Galezowski. En 1875, después de haber contraído unas fiebres periódicas, pensó regresar a Cuba. Sin embargo un amigo y compañero suyo le llamó a Castillo de Bayuela, en la provincia española de Toledo, para que aliviándose con el cambio de clima, pudiese también ejercer su profesión en algunos casos difíciles. En dicha provincia, Santos Fernández ganó sus primeros 3000 pesos de honorarios, operando hasta 200 casos de catarata, labor que le permitió reunir multitud de datos científicos en una Memoria que le valió el nombramiento de socio corresponsal de la Academia de Ciencias de la Habana (marzo de 1875). En ese mismo año regresó a Cuba y fundó casi enseguida, en mayo de 1875, su revista Crónica Médico-Quirúrgica. Vicente de la Guardia y Mádan, Eduardo Plá y Diego Tamayo le secundaron activamente en la labor periodística y científica de la Crónica, premiada en las Exposiciones de París de 1900 y de Ámsterdam de 1883. En mayo de 1886 se creó el Laboratorio Histo-Químico-Bacteriológico de la Crónica, donde participaron Tamayo, San Martín, Delfín, Dávalos, Diago, Coronado, Mádan, Grande Rossi, Lainé y Félix Fernández. Dicho laboratorio introdujo en Cuba la vacuna antirrábica de Pasteur.
Entre sus publicaciones se encontraron El estudio sobre la operación de la catarata (1874), La higiene de la vista (1875), Memoria sobre la Ambliopía alcohólica en Cuba, dirigida al Cuerpo Oftalmológico de N. York (1876), Oftalmología. Amaurosis congénita curada espontáneamente a la primera erupción menstrual (Congreso Regional de Ciencias Médicas (Cádiz 1879), De la anestesia en la cirugía ocular (1880), Heridas de ambos ojos por arma de fuego, etc. (1880), El tétano en los traumatismos del ojo y sus anexos (1886), ¿La miopía es un producto de la civilización? (1886), Clínica de las enfermedades de los ojos (1887), Estudio sobre la catarata (1890), Les hématozoaires de Laveran dans la neuralgie ophtalmique (1892), Le délire aprés l'opération de la Cataracte (1895), Le trachome a l'île de Cuba (1896), La ambliopía alcohólica (1898), La prensa médica en Cuba (1900), Los efectos del tabaco de Cuba en la vista (1900), La iridectomia en la operación de la catarata (1901), Las enfermedades de los ojos en un país cálido (1903), La conjuntivitis granulosa en Cuba (1903), Tratamiento del tracoma (1904), Alucinación y estigmatismo (1908), Ambliopía nicotínica pura (1908), La esterilización genital de los criminales (1910), Abuso del cataterismo del canal nasal (1911), Dos casos de queratitis parenquimatosa (1912), Condilomas del iris (1914), La operación de la catarata en la actualidad (1914), Pérdida congénita de la vista, recuperada espontáneamente (1915), La actual guerra europea y las ciencias (1915) y La vacunación antirrábica en la Habana (1916).
Fue miembro de la Sociedad Antropológica de la Isla de Cuba y de la Sociedad de Estudios Clínicos de la Habana, además de miembro de honor o corresponsal de varias sociedades científicas de Francia, España y México. Adolfo Dollero le consideraba en 1919 «el intelectual de mayor producción científica en Cuba». Falleció el 6 de agosto de 1922 en La Habana.